# Labruyère (Costa d'Or)
Labruyère és un municipi francès, situat al departament de la Costa d'Or i a la regió de Borgonya - Franc Comtat. L'any 2007 tenia 203 habitants.

## Demografia

### Població
El 2007 la població de fet de Labruyère era de 203 persones. Hi havia 78 famílies, de les quals 20 eren unipersonals (8 homes vivint sols i 12 dones vivint soles), 23 parelles sense fills, 31 parelles amb fills i 4 famílies monoparentals amb fills.
La població ha evolucionat segons el següent gràfic:
Habitants censats

### Habitatges
El 2007 hi havia 100 habitatges, 78 eren l'habitatge principal de la família, 9 eren segones residències i 13 estaven desocupats. 99 eren cases i 1 era un apartament. Dels 78 habitatges principals, 67 estaven ocupats pels seus propietaris, 10 estaven llogats i ocupats pels llogaters i 2 estaven cedits a títol gratuït; 1 tenia dues cambres, 7 en tenien tres, 18 en tenien quatre i 53 en tenien cinc o més. 68 habitatges disposaven pel capbaix d'una plaça de pàrquing. A 38 habitatges hi havia un automòbil i a 37 n'hi havia dos o més.

### Piràmide de població
La piràmide de població per edats i sexe el 2009 era:
| Homes | Edats   | Dones |
| ----- | ------- | ----- |
| 0     | 95 o +  | 0     |
| 0     | 90 a 94 | 0     |
| 4     | 85 a 89 | 0     |
| 0     | 80 a 84 | 0     |
| 8     | 75 a 79 | 0     |
| 4     | 70 a 74 | 8     |
| 12    | 65 a 69 | 8     |
| 0     | 60 a 64 | 8     |
| 8     | 55 a 59 | 0     |
| 0     | 50 a 54 | 8     |
| 12    | 45 a 49 | 4     |
| 8     | 40 a 44 | 8     |
| 4     | 35 a 39 | 12    |
| 4     | 30 a 34 | 4     |
| 4     | 25 a 29 | 0     |
| 4     | 20 a 24 | 12    |
| 8     | 15 a 19 | 4     |
| 12    | 10 a 14 | 4     |
| 0     | 5 a 9   | 4     |
| 0     | 0 a 4   | 0     |

## Béns culturals

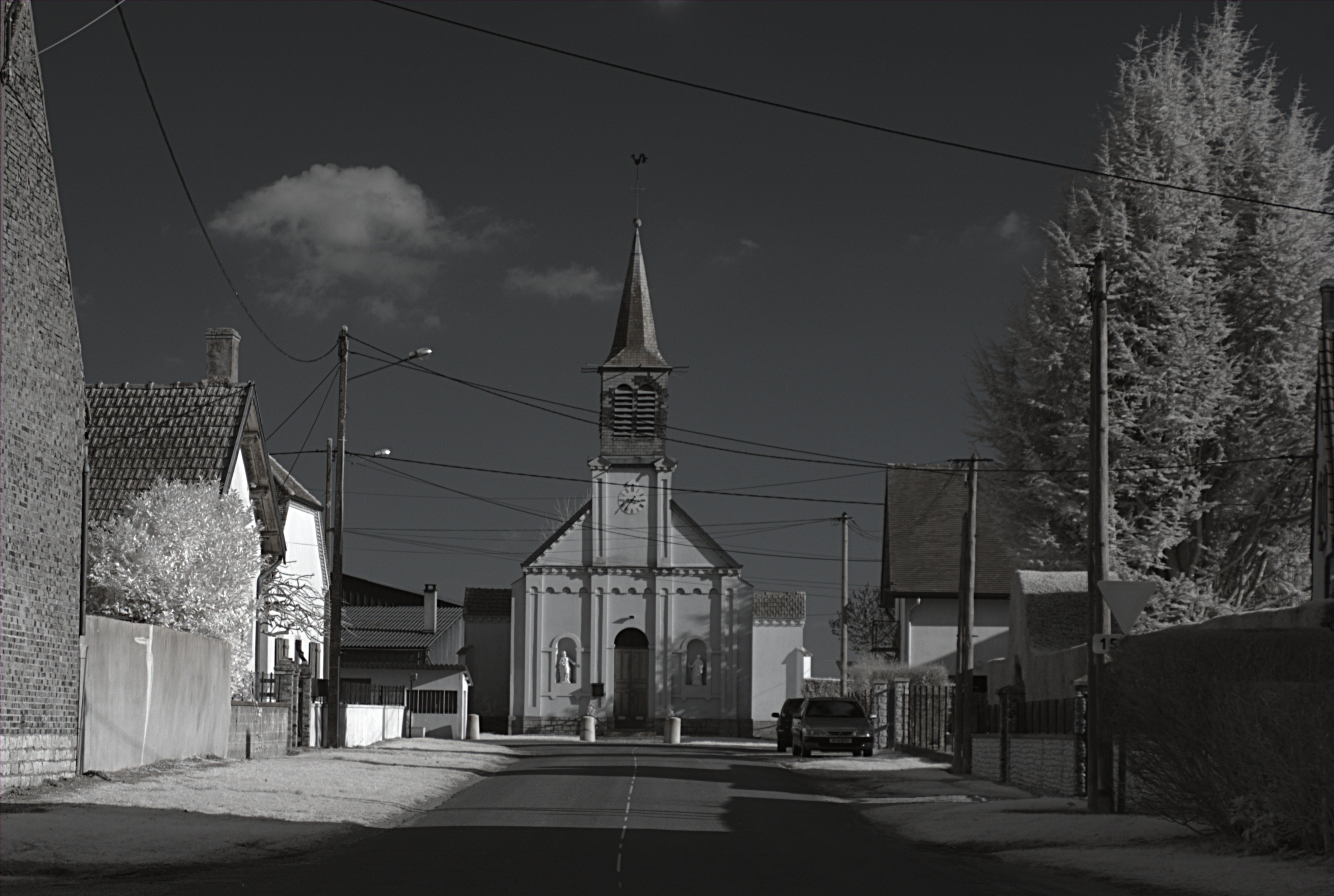
Carrer dels Monuments als morts i església Sant Sebastià (fotografia infraroja)

No hi ha cap edifici catalogat ni inventariat com a monument històric. En canvi, onze figuren a la base de dades Mérimée del Ministeri de Cultura francès:
- Cinc masies;
- Església parroquial Sant Sebastià;[4]
- Primer oratori, carretera departamental 34, amb direcció a Pagny-la-Ville, any 1884, família Renard;[5]
- Segon oratori, carretera departamental 34, amb direcció a Pagny-la-Ville;[6]
- Oratori, Carrer major;[7]
- Creu de cementiri;[8]
- Creu monumental, carretera departamental 34, amb direcció a Chamblanc, dedicada a Jean Pierre Renard Fichot.[9]

El municipi inclou també cases i masies, deu de les quals són anteriors a l'any 1824, data de l'antic cadastre.

## Economia

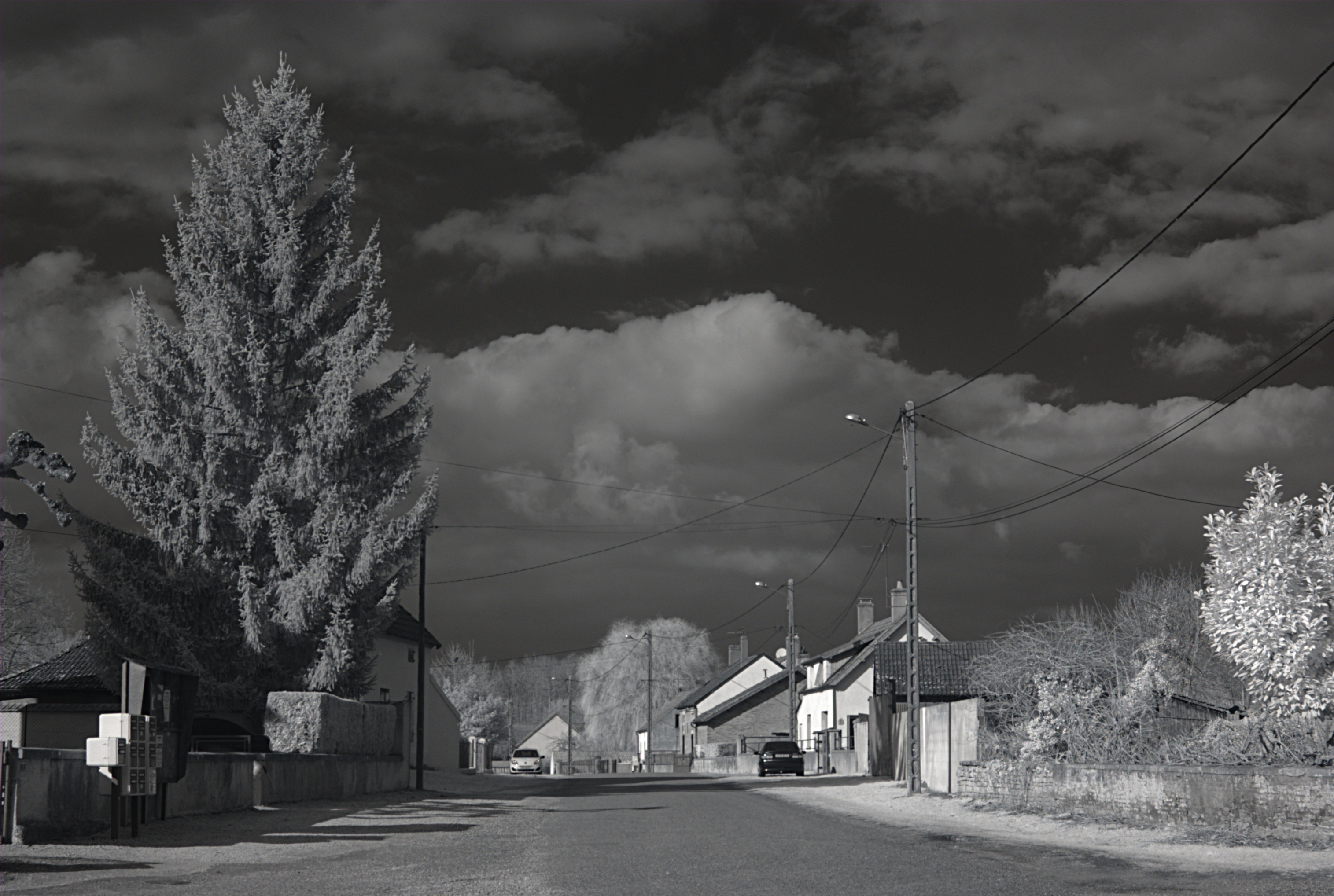
Carrer del Monument als morts durant la Primera Guerra Mundial (fotografia infraroja)

El 2007 la població en edat de treballar era de 122 persones, 88 eren actives i 34 eren inactives. De les 88 persones actives 81 estaven ocupades (44 homes i 37 dones) i 7 estaven aturades (4 homes i 3 dones). De les 34 persones inactives 16 estaven jubilades, 10 estaven estudiant i 8 estaven classificades com a «altres inactius».

### Ingressos
El 2009 a Labruyère hi havia 79 unitats fiscals que integraven 194 persones, la mediana anual d'ingressos fiscals per persona era de 15.797 €.

### Activitats econòmiques
Dels 4 establiments que hi havia el 2007, 1 era d'una empresa de fabricació d'altres productes industrials, 1 d'una empresa de construcció, 1 d'una empresa de comerç i reparació d'automòbils i 1 d'una empresa de serveis.
Dels 3 establiments de servei als particulars que hi havia el 2009, 2 eren tallers de reparació d'automòbils i de material agrícola i 1 guixaire pintor.
L'any 2000 a Labruyère hi havia 9 explotacions agrícoles que ocupaven un total de 1.089 hectàrees.

## Poblacions més properes

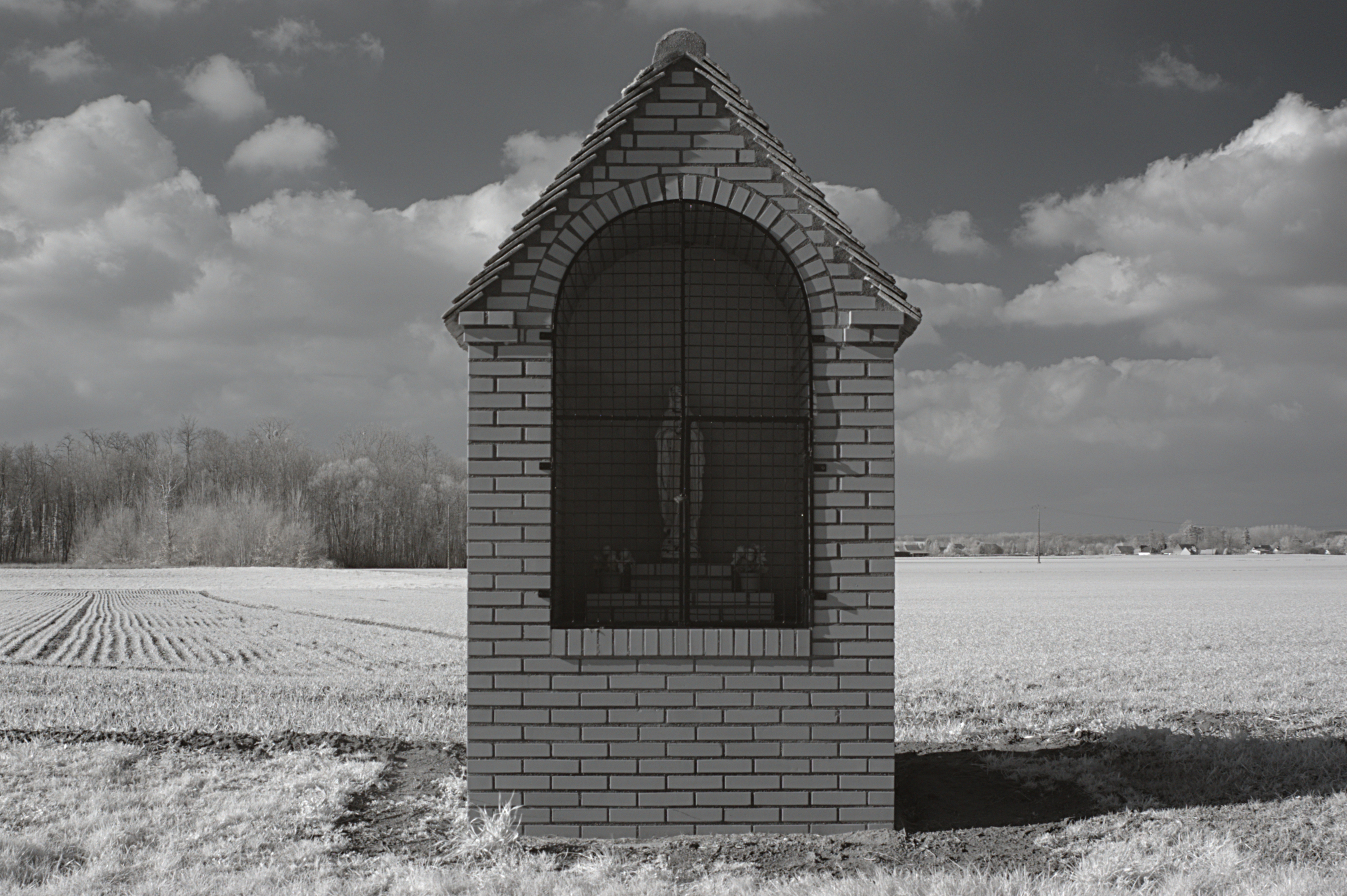
Segon oratori a la carretera departamental 34 (fotografia infraroja)

El següent diagrama mostra les poblacions més properes.